# Rodbina Bátsmegyey
Rodbina Bátsmegyey, je bila stara ogrska plemiška rodbina na območju Železne županije, ter današnjega Prekmurja.